# 犬釘

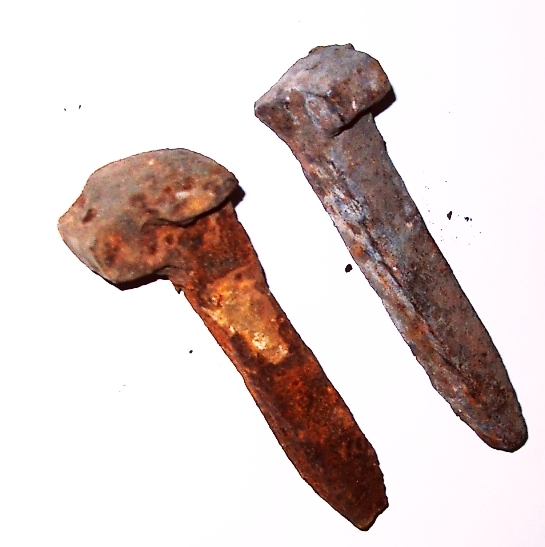
犬釘（ヨーロッパ型。イギリスなど）

犬釘（いぬくぎ、railroad spike レイルロード・スパイク、あるいはrail spike、あるいは単にspike）とは、鉄道のレールを枕木に固定するレール締結装置の一種で、鉄道の黎明期から長きに渡って使われている、専用の釘である。

## 概要
ヨーロッパ型（イギリス型）のレール固定用釘は、釘頭部のレールまたはプレートを押さえる部分が犬の鼻を、釘を引き抜くための両側の突起が同じく垂れた耳を連想させる。そのため英語では”dog（spike）”と呼称される。日本では明治時代にヨーロッパから輸入され鉱山（坑道）や鉄道で使用されていた。現存する日本国内最古の犬釘は明治時代に石見銀山の作業用トロッコで使用されていたドイツ製のもので2019年度推薦産業遺産に認定された。
これに対して、アメリカのくぎの釘頭部はまるっぽく亀のような形をしているので”turtle”と呼ばれている。日本の鉄道では、後者（「亀頭型」と呼称される）のほうが一般的である。
時代とともに改良が進み、製法は鋳造から鍛造へ、頭部形状も扁平な半球状へと変化していったが、いずれも釘本体の水平断面は「回り止め」効果のある四角形である。
犬釘は枕木に直接打ち込まれることで、枕木上のレールを押さえつけて固定する。しかし、振動によって緩みやすいこと、再度打ち込んでも同じ拘束力が発揮できないこと、また、枕木側にも割れや腐朽など天然材ならではの問題があり、列車の高速化や高頻度化を果たす上で大きな障害となっていった。
これらの問題を解決するため、木製の枕木と犬釘との組み合わせは幹線をはじめとして次第に使われなくなり、PC製の「まくらぎ」やスラブ軌道に取って代わられ、その締結装置にはボルトと板ばねの組み合わせか、ロール形ばねが用いられるようになった。また木製の枕木を使用する場合であっても軌間変位を小さくする目的でレール底面に合わせた溝のある小さな鉄板であるタイプレートを枕木に打ち付け、タイプレートごと犬釘で枕木に固定するか、タイプレートとレールとをボルトと板ばねで締結する手法がとられるようになった。

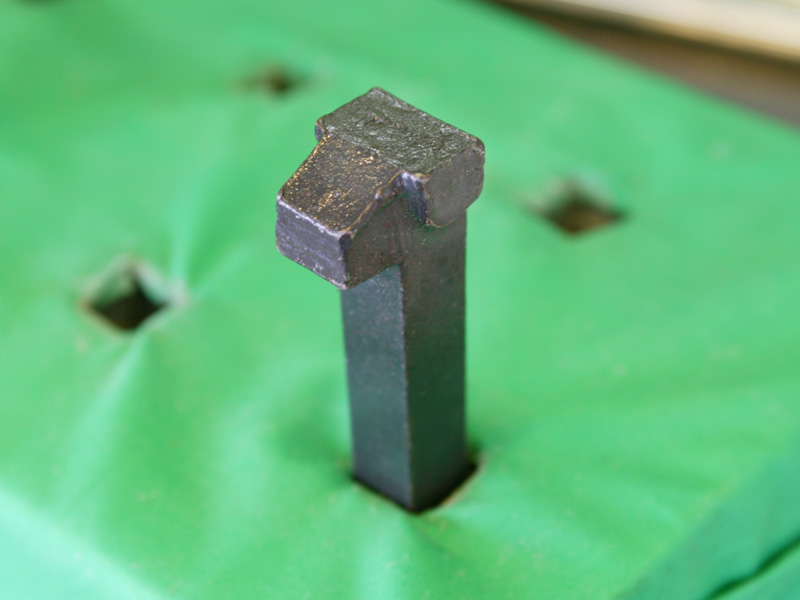
明治時代に国産化されたものと同型の犬釘。
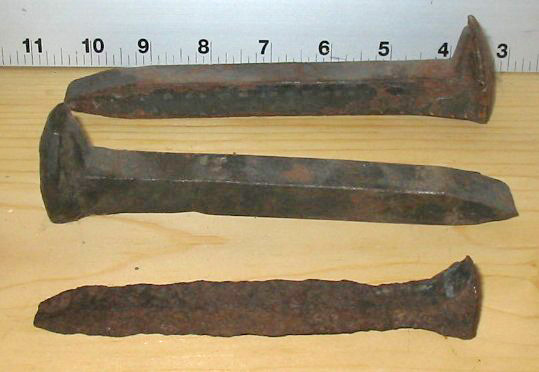
2本の未使用の犬釘と、1本の使用されて腐食した犬釘。背景のスケールはインチ表示。
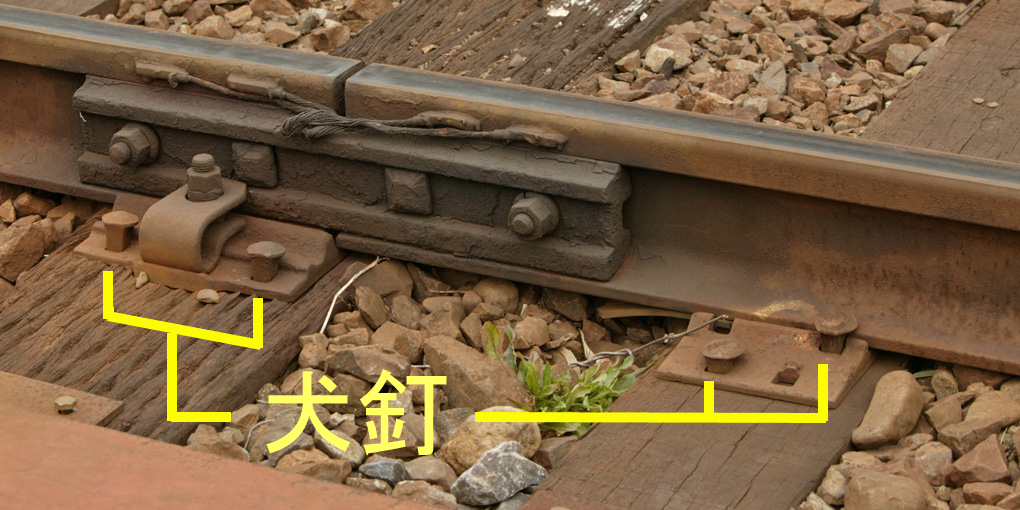
使用状況